# Dear Basketball
Pour plus de détails, voir Fiche technique et Distribution.
Dear Basketball est un court métrage d'animation réalisé par Glen Keane et Kobe Bryant, sorti en 2017.
Il a reçu l'Oscar du meilleur court métrage d'animation en 2018.

## Synopsis

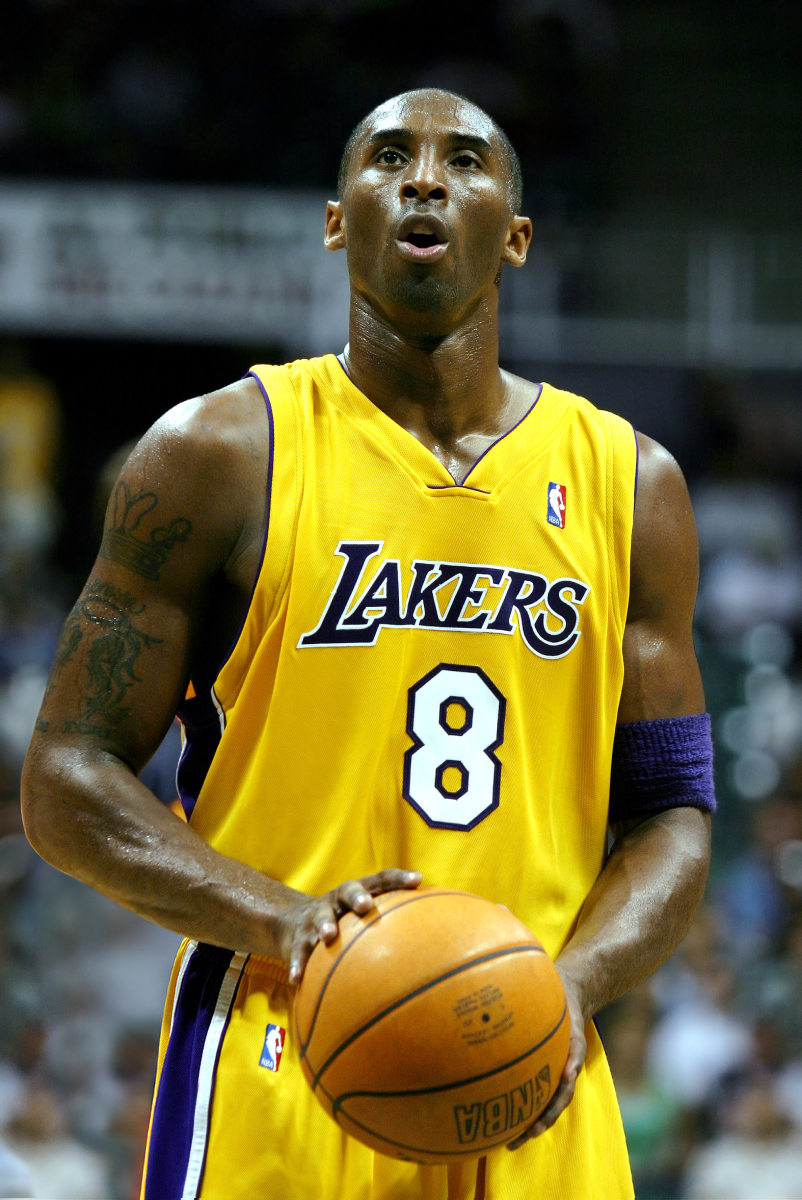
Kobe Bryant

Le film raconte le parcours du basketteur Kobe Bryant depuis son enfance jusqu'à l'annonce de sa retraite sportive.

## Fiche technique
- Réalisation : Glen Keane et Kobe Bryant
- Scénario : Brian Hunt et Kobe Bryant
- Musique : John Williams
- Durée : 5 minutes
- Date de sortie :
  - États-Unis : 23 avril 2017

## Distribution
- Kobe Bryant : voix